# Nissin
A Nissin Food Products Company Limited (Nissin Products Corp. Lmtd.) é uma empresa japonesa fabricante de massa alimentícia.

## História
A Nissin foi fundada em 1948 em Osaka no Japão e presidida pelo hoje falecido, Momofuku Ando, inventor do macarrão instantâneo — o popular miojo(em português brasileiro) — e que hoje possui a patente do invento considerado a mais importante invenção japonesa do século XX na frente de inventos como o karaokê e o CD.
O invento popularizou muito a empresa hoje entre os brasileiros, o macarrão instantâneo é barato, e possibilita a alimentação de pessoas com baixa renda, sem nível de conhecimento culinário, uma alternativa de alimento rápido e prático.

### Cronologia
- 1948: Momofuku Ando funda a Nissin.
- 1950: é fundado a Myojo Foods.[1]
- 1958: é lançado o Chikin Ramen, o primeiro lámen instantâneo.
- 1965: início da produção e venda do macarrão instantâneo pela Miojo, em São Paulo, no Brasil.[2]
- 1971: é lançado o Cup Noodles, o macarrão instantâneo em copo.
- 1972: aquisição de 55% da Miojo Alimentos pela Ajinomoto no Brasil.
- 1983: a aquisição dos 45% restantes da Miojo Alimentos pela Nissin.[3]
- 1997: Cup Noodles passa a ser comercializada em todo o Brasil.
- 2007: a Myojo Foods passa a operar como subsidiária da Nissin internacionalmente.[1]
- 2015: Nissin compra fatia de 50% que a Ajinomoto possuía da Nissin Miojo no Brasil e passa a se chamar Nissin Foods do Brasil Ltda.[4]

## Produtos

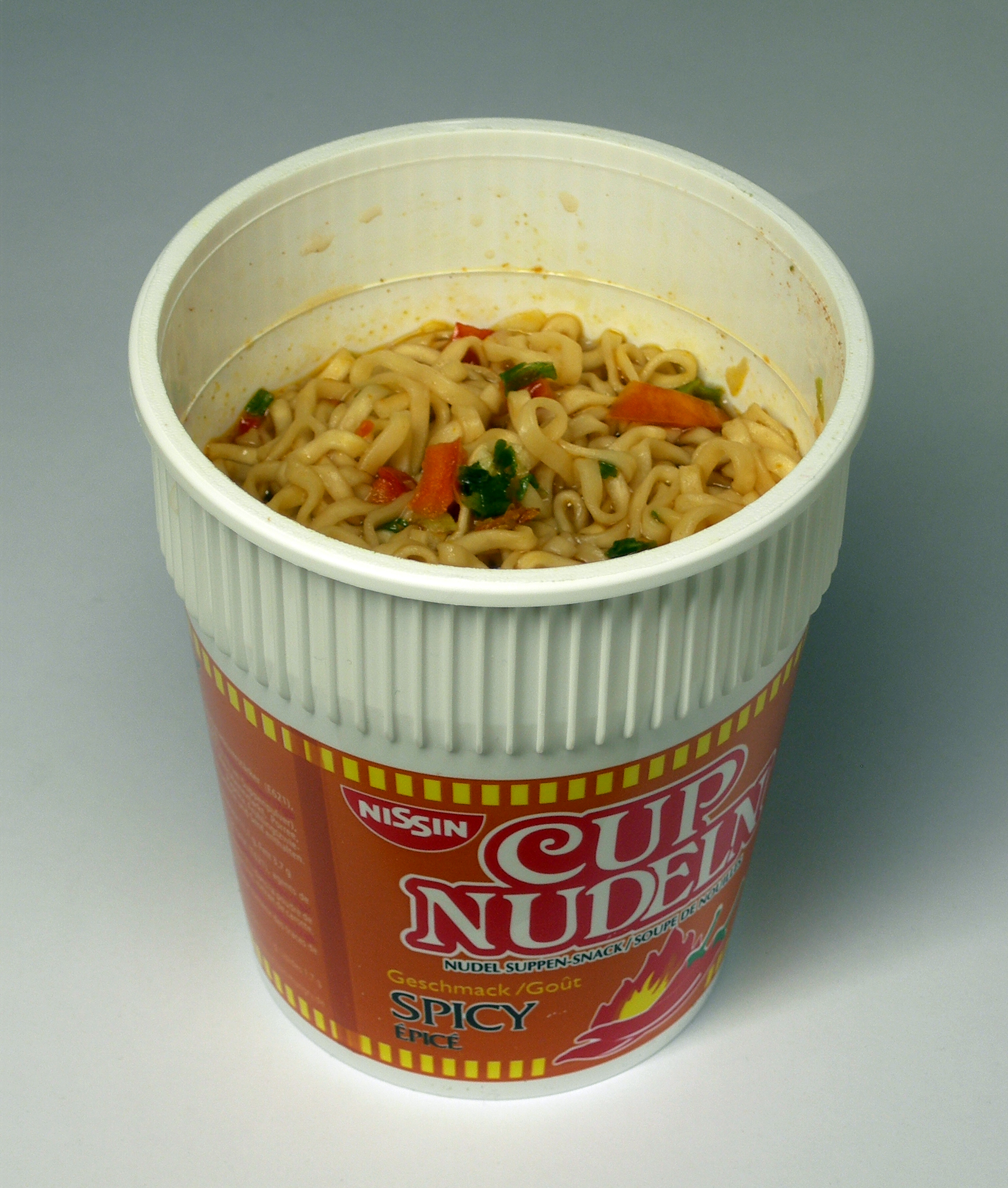
Cup Noodles

### Nissin Miojo
Primeiro produto a chegar ao Brasil foi o Miojo Macamen em 1965 através da empresa Miojo Alimentos, com sachês de tempero fornecidos pela Ajinomoto.
Atualmente a Nissin Miojo possui linhas de macarrão instantâneo com três diferentes tipos de macarrão: Lámen, talharim e yakissoba.

### Cup Noodles
É um macarrão instantâneo embalado em copo de poliestireno expandido.
O produto é constituído de macarrão pré-cozido e tempero em pó, que ficam próprios para consumo após colocar água quente dentro do copo e esperar 3 minutos. Ele pode ser preparado somente com água quente, não precisando de panela nem fogão ou qualquer outro utensílio de cozinha.

### Nissin 500g
É uma linha de macarrão instantâneo com peso líquido de 500 gramas, e diferentemente dos outros tipos de macarrão instantâneo, este não vem com sachê de tempero. Esta linha tem produtos de dois tipos de macarrão: Espaguete e yakissoba.
Ingredientes (1 porção)
- 1 pacote de miojo
- 2 xícaras (chá) de água
- 1 colher (chá) de óleo
- Tempero do miojo

Modo de preparo
1. Coloque a água para ferver em uma panela.
2. Quando a água ferver, adicione o miojo e o óleo.
3. Cozinhe por 3 minutos, mexendo de vez em quando.
4. Desligue o fogo e adicione o tempero do miojo.
5. Misture bem e sirva em seguida.

Dicas
- Para um miojo mais cremoso, adicione 1 colher (sopa) de leite ou creme de leite no final do cozimento.
- Para um miojo mais saboroso, adicione 1/2 colher (chá) de sal e 1/4 colher (chá) de pimenta-do-reino ao final do cozimento.
- Para um miojo mais saudável, adicione 1/2 xícara (chá) de legumes picados (como cenoura, ervilha, milho) ao final do cozimento.

Variações
- Miojo com ovo: adicione 1 ovo à água fervente, assim que ela começar a ferver. Cozinhe por 3 minutos, mexendo de vez em quando.
- Miojo com calabresa: adicione 1/2 xícara (chá) de calabresa picada à água fervente, assim que ela começar a ferver. Cozinhe por 3 minutos, mexendo de vez em quando.
- Miojo com frango: adicione 1/2 xícara (chá) de frango desfiado à água fervente, assim que ela começar a ferver. Cozinhe por 3 minutos, mexendo de vez em quando.

Bom apetite!